# Camp fortifié des Blancs Bois
 (septembre 2012).
Si vous disposez d'ouvrages ou d'articles de référence ou si vous connaissez des sites web de qualité traitant du thème abordé ici, merci de compléter l'article en donnant les références utiles à sa vérifiabilité et en les liant à la section « Notes et références ».
Le camp fortifié des Blancs Bois, sur le territoire de l'ancienne commune belge de Tavigny, est situé à 1 200 m au sud-est de Houffalize et à 1 500 m au nord-ouest d'Alhoumont.
La fortification est enserrée par l'Ourthe orientale et le ruisseau de Cowan.
« Le site est un promontoire défendu naturellement sur trois côtés par des pentes raides ou des abrupts qui offrent une dénivellation de près de 100 mètres. Il a été protégé par plusieurs levées. L'une, légèrement incurvée, barre l'isthme qui permet l'accès du site. Elle est doublée par une seconde levée qui est en outre prolongée sur deux autres flancs du promontoire. Enfin, entre ces deux structures, une troisième levée protège l'entrée intérieure de la fortification, en formant un V. Ces trois levées, d'une longueur totale de quelque 828 m, défendent une superficie de trois hectares et demi environ. »
Les 3 remparts sont pourvus chacun d'une entrée ; les entrées des remparts intérieur et intermédiaire ont une largeur de 3 mètres. L'entrée du rempart extérieur est plus large (sans doute 5 mètres).
La fortification est bien protégée naturellement mais ne disposait pas de point d'eau.
Les remparts sont composés de terre et de pierres prélevés aux abords immédiats et surmontés d'une palissade.
La fortification des Blancs Bois a connu plusieurs phases de construction. La première occupation remonterait à l'époque de Hallstatt, voire dans les premières années de la Tène, vers -470 avant notre ère, période caractérisée par de nombreux déplacement de population. Ces déplacements ont suscité pas mal d'insécurité comme en témoignent les nombreuses forteresses érigées à cette époque.
Des traces d'incendie appartenant à cette première phase d'occupation peuvent laisser penser à une incursion.
La porte d'entrée intérieure aurait été réalisée lors de la deuxième phase de construction.
Le rempart intermédiaire aurait été construit lors de la troisième phase de construction ainsi que des murets de soutènement du rempart intérieur qui montrent que le rempart se serait affaissé avant la reconstruction.
Un bord de marmite, datant de la Tène III (entre -100 et le début de notre ère), fut retrouvé au pied du muret, attestant ainsi de l'occupation du site lors de la conquête romaine.
Le site d'Alhoumont n'a plus été occupé ultérieurement, les populations préférant des sites plus faciles à protéger comme le "vieux château" de Houffalize,.